# John Killick
Sir John Edward Killick, GCMG (* 18. November 1919; † 12. Februar 2004) war ein britischer Diplomat, der unter anderem zwischen 1971 und 1973 Botschafter in der Sowjetunion sowie von 1975 bis 1979 Ständiger Vertreter des Vereinigten Königreichs bei der NATO war.

## Leben
John Edward Killick, Sohn von Edward William James Killick und dessen Ehefrau Doris Marjorie Stokes, absolvierte nach dem Besuch der 1624 gegründeten Latymer Upper School ein Studium am University College London (UCL) sowie an der Rheinischen Friedrich-Wilhelms-Universität Bonn. Während des Zweiten Weltkrieges leistete er seinen Militärdienst im Suffolk Regiment sowie später in der 1. Luftlandedivision (1st Airborne Division). Als Chef der zum Nachrichtendienst (Intelligence Corps) gehörenden 89. Feldsicherheitssektion  (89th Field Security Section) nahm er mit dieser an Operation Market Garden (17. bis 27. September 1944) bei Arnhem teil, wo er in deutsche Kriegsgefangenschaft geriet. Nach seiner Befreiung 1945 blieb er in Deutschland und war zeitweise Kommandeur einer Nachrichtendiensteinheit in Siegen.
Nach seiner Rückkehr trat Killick 1946 in den diplomatischen Dienst (HM Diplomatic Service) des Außenministeriums (Foreign Office) ein und fand in der Folgezeit zahlreiche verschiedene Verwendungen an Auslandsvertretungen sowie im Außenministerium. Nach einem von 1962 bis 1963 absolvierten Lehrgang am Imperial Defence College in London war er zwischen 1963 und 1968 Botschaftsrat und Leiter der Kanzlei an der Botschaft in den USA. Für seine dortigen Verdienste wurde er 1966 Companion des Order of St Michael and St George (CMG). Nach seiner Rückkehr war er im nunmehrigen Ministerium für Auswärtiges und Angelegenheiten des Commonwealth of Nations (Foreign and Commonwealth Office) zwischen 1968 und 1970 zuerst Assistierender Unterstaatssekretär für Europäische Wirtschaftliche Integration (Assistant Under-Secretary for Foreign and Commonwealth Affairs (European Economic Integration)) sowie im Anschluss von 1970 bis 1971 Assistierender Unterstaatssekretär für Verteidigung, Nachrichtendienste und Planung (Assistant Under-Secretary for Foreign and Commonwealth Affairs (Defence, Intelligence and Planning)). Er wurde am 12. Juni 1971 zum Knight Commander des Order of St Michael and St George (KCMG) geschlagen, so dass er fortan den Namenszusatz „Sir“ führte.
Als Nachfolger von Duncan Wilson wurde Sir John Killick 1971 Botschafter in der Sowjetunion und bekleidete diese Funktion bis 1973, woraufhin Terence Garvey seine dortige Nachfolge antrat. Anschließend kehrte er ins Außenministerium zurück, wo er zwischen 1973 und 1975 Stellvertretender Unterstaatssekretär für Europa (Deputy Under-Secretary for Foreign and Commonwealth Affairs (Europe)) war. Zuletzt löste er 1975 Edward Peck als Ständiger Vertreter des Vereinigten Königreichs bei der NATO. Auf diesem Posten verblieb er bis zu seinem Eintritt in den Ruhestand 1979 und wurde daraufhin von Clive Rose abgelöst. Am 16. Juni 1979 wurde er zum Knight Grand Cross des Order of St Michael and St George (GCMG) erhoben. Nach seinem Ausscheiden aus dem aktiven Dienst war er von 1980 bis 1985 Direktor des Reifenherstellers Dunlop South Africa.